# Rebecca Solomon
Rebecca Solomon   (Londres, 26 de setembre de 1832 - Londres, 20 de novembre de 1886) va ser una dibuixant, il·lustradora, gravadora i pintora anglesa prerafaelita del segle xix interessada a denunciar la injustícia social.

## Trajectòria
Solomon va ser una dels vuit fills d'una família de comerciants jueus amb inquietuds artístiques a Bishopsgate, a l'est de Londres. La seva mare va ser Catherine (Kate) Levy i el seu pare, Michael (Meyer) Solomon, el primer jueu a rebre el reconeixement Freedom of the City of London. Algun dels seus germans també van ser pintors: Simeon Solomon (1840–1905) i Abraham Solomon (1824–1862).
Rebecca Solomon va aprendre pintura del seu germà gran, Abraham, i va treballar en el seu estudi com a aprenenta i copista. També va rebre classes a l'Escola de Disseny de Spitalfields. Solomon va exhibir la seva obra a la Royal Academy of Arts entre 1852 i 1868, i també a la Dudley Gallery i la Gambart's French Gallery.
Solomon va treballar en l'estudi de John Everett Millais, un dels fundadors de la Germandat Prerafaelita, i l'exemple més conegut del seu treball és una versió del Crist a casa dels seus pares, de Millais. També va treballar amb l'artista prerafaelita de la segona onada, Edward Burne-Jones. Com a artista per dret propi, va pintar obres que sovint reflecteixen les diferències de gènere i classe social. Solomon va ensenyar al seu germà petit, Simeon, molt del que va aprendre com a ajudant de Millais.
Rebecca Solomon també va participar activament en els moviments contemporanis de reforma social i el 1859 es va unir a un grup de trenta-vuit dones artistes que sol·licitaven a la Royal Academy of Arts que obrís les seves escoles a les dones. Aquestes reivindicacions van portar finalment que Laura Herford fos la primera dona admesa a l'Acadèmia, el 1860.
El 1862, després de la mort del seu germà Abraham, Solomon es va assegurar de trobar feina fora del seu estudi. Així, va ampliar els seus recursos i va desenvolupar obres en altres formats, per exemple la il·lustració i les aquarel·les. L'última exposició registrada va ser el 1874.
Solomon va morir als 54 anys, a causa de les ferides sofertes en ser atropellada per un taxi al centre de Londres.

## Temes recurrents en la seva obra
L'estil artístic de Solomon és típic de la pintura popular del segle xix i pot ser categoritzat com a pintura de gènere. Va fer servir les imatges per criticar els prejudicis ètnics, de gènere i de classe en l'Anglaterra victoriana. Quan va començar a pintar escenes de gènere, va demostrar una especial capacitat observadora per a la discriminació de classe, ètnia i gènere. Un crític va comentar sobre el sentiment sanador, moral i de vegades humanitari en el seu art, un element gens comú en la pintura victoriana. No obstant això, el rerefons jueu de Solomon probablement va ser la clau que va desenvolupar la seva consciència crítica davant la discriminació i el prejudici. Entre els deu i quinze anys següents, les seves obres van explorar la difícil situació de les dones i les minories, i la discriminació de classe en la societat anglesa. És considerada una de les primeres dones d'origen jueu a fer una destacada carrera com a pintora a la Gran Bretanya.
A finals de la dècada de 1850, Solomon va viure una transició reeixida cap a la pintura classicista i històrica, el gènere pictòric més valorat dins de les poderoses acadèmies d'art de l'època. Fidel a la seva visió, va continuar incloent imatges que reflectien els fonaments històrics de la injustícia social del segle xix.
La seva obra La governanta (1854) compara les vides de dues dones dins d'una llar victoriana. Una és una dona de classe treballadora aïllada i l'altra, casada i d'un estatus superior. Aquesta obra de Solomon emfatitza la solitud en la posició d'una institutriu.

## Galeria

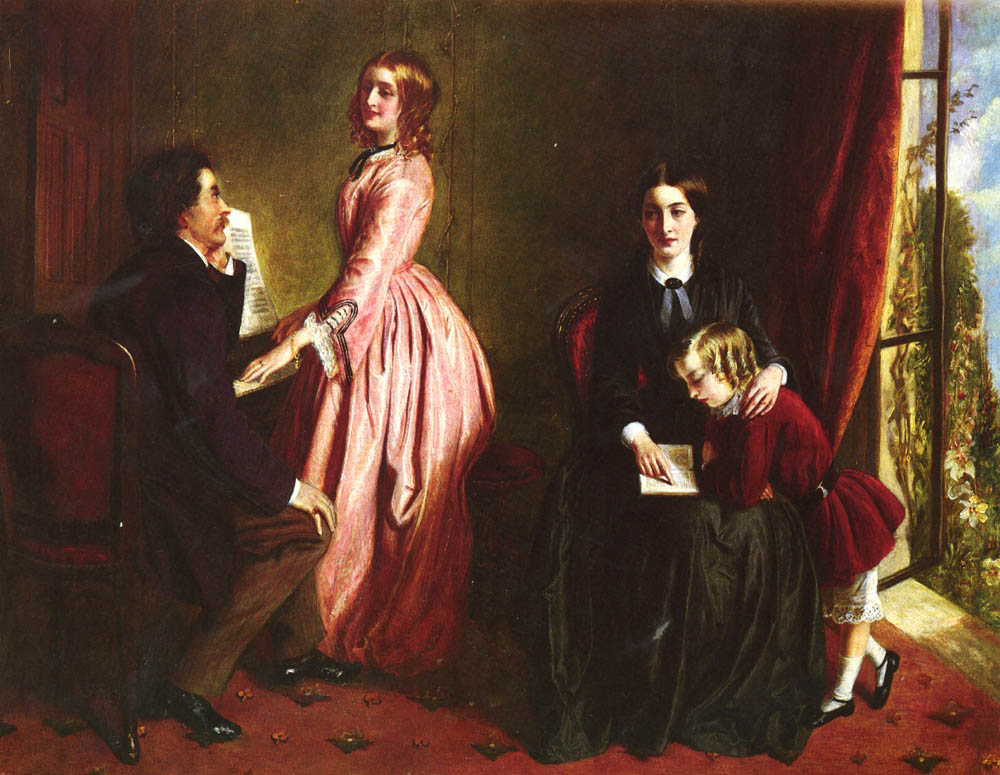
La governanta, 1854
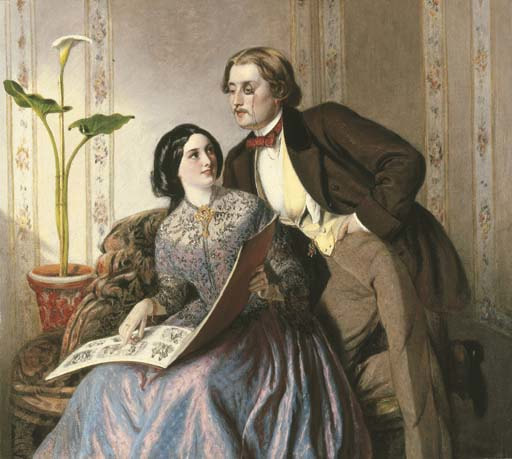
Una parella de moda, 1856
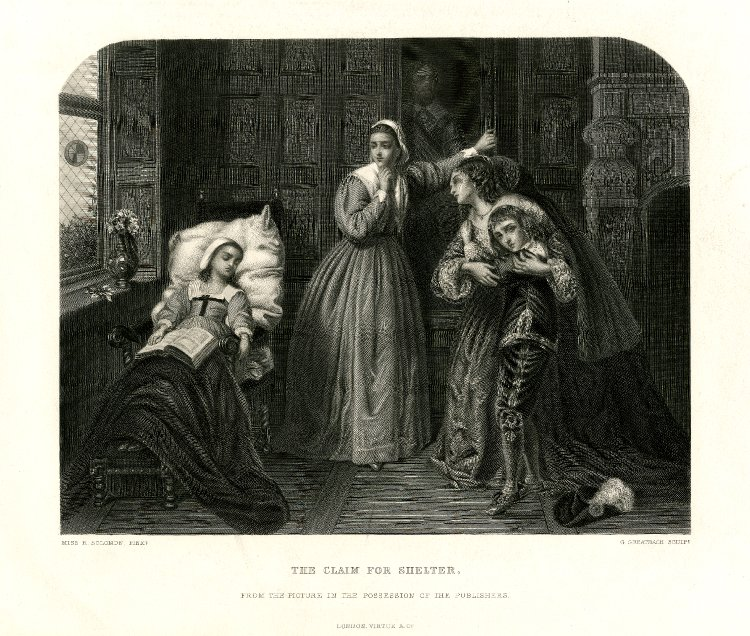
El reclam de refugi, 1869
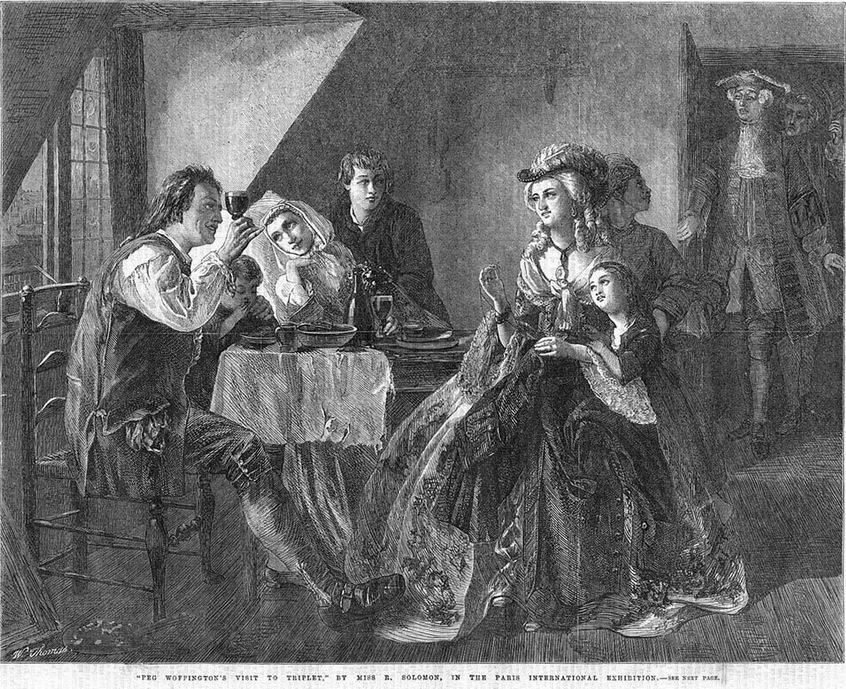
La visita de Peg Woffington a Triplet 1867
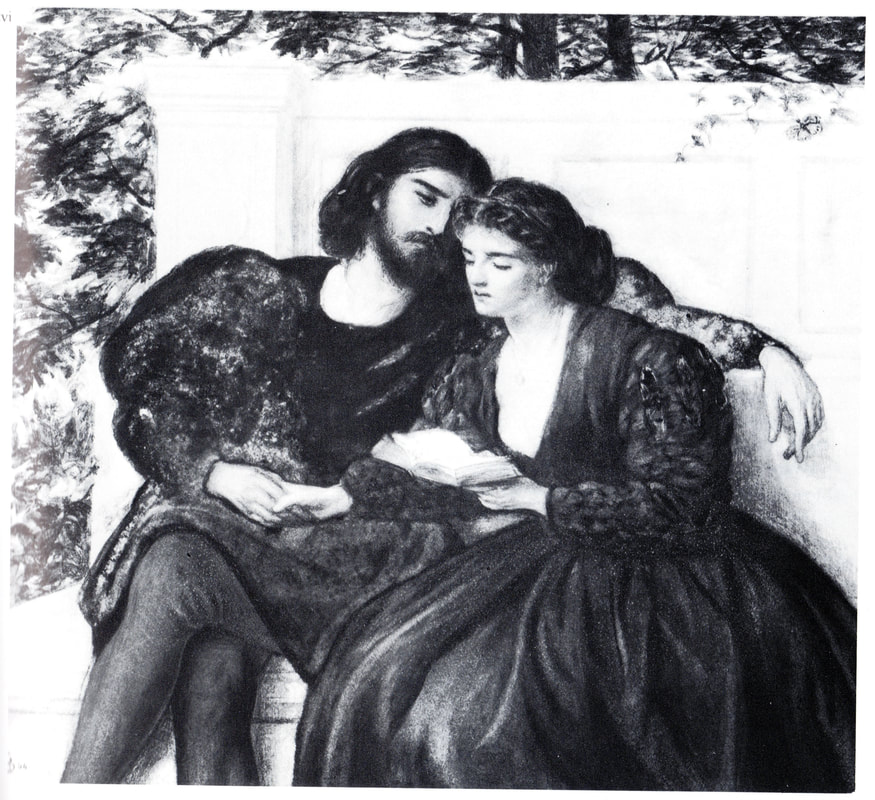
Primavera, 1864
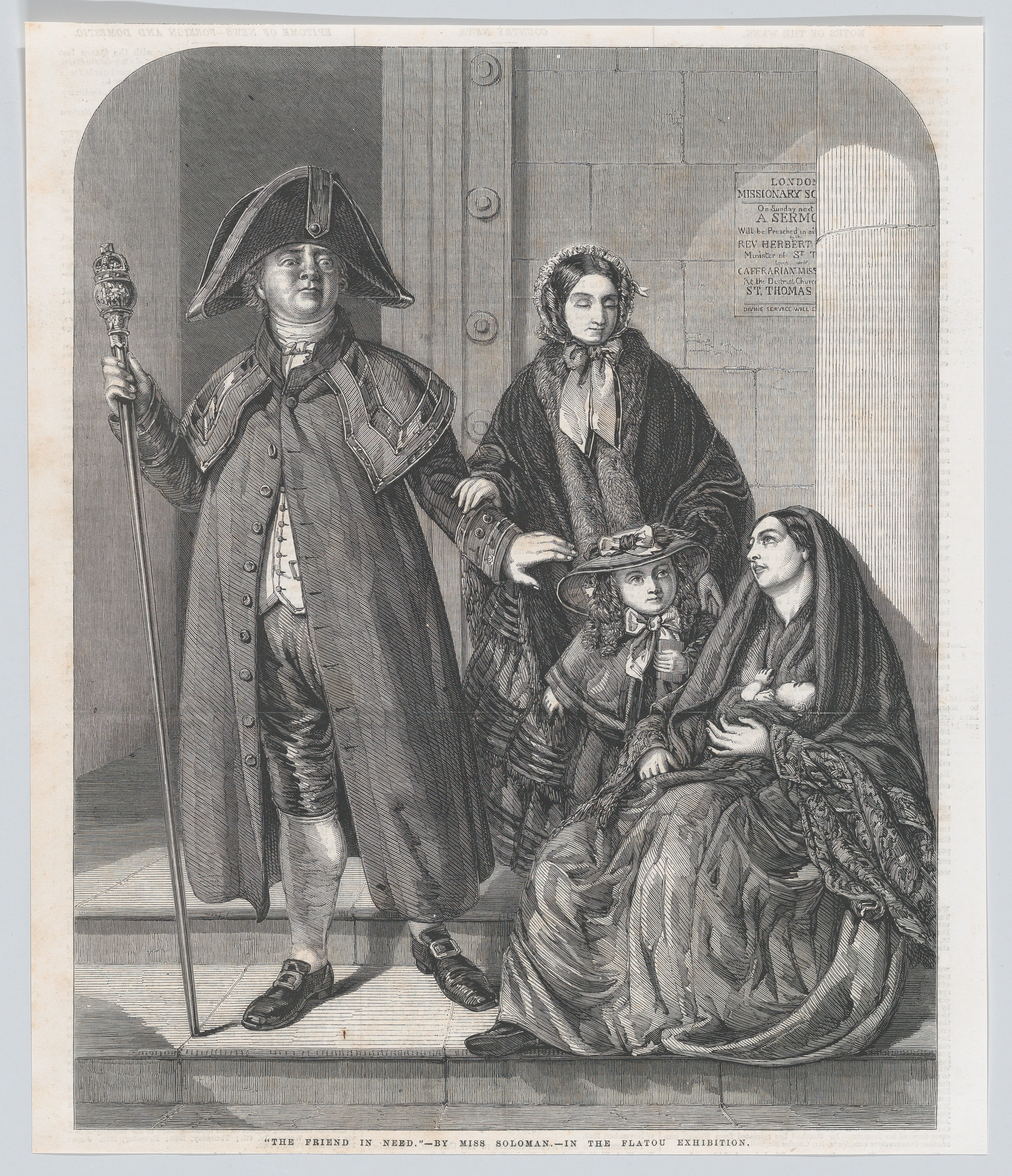
L'amic necessitat, 1859
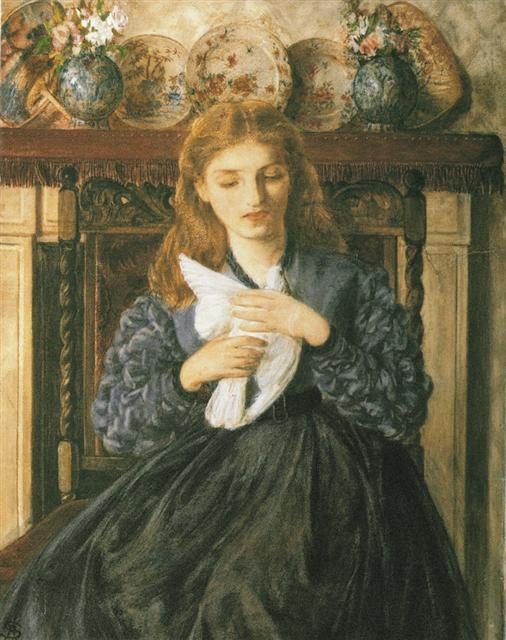
El colom ferit, 1866
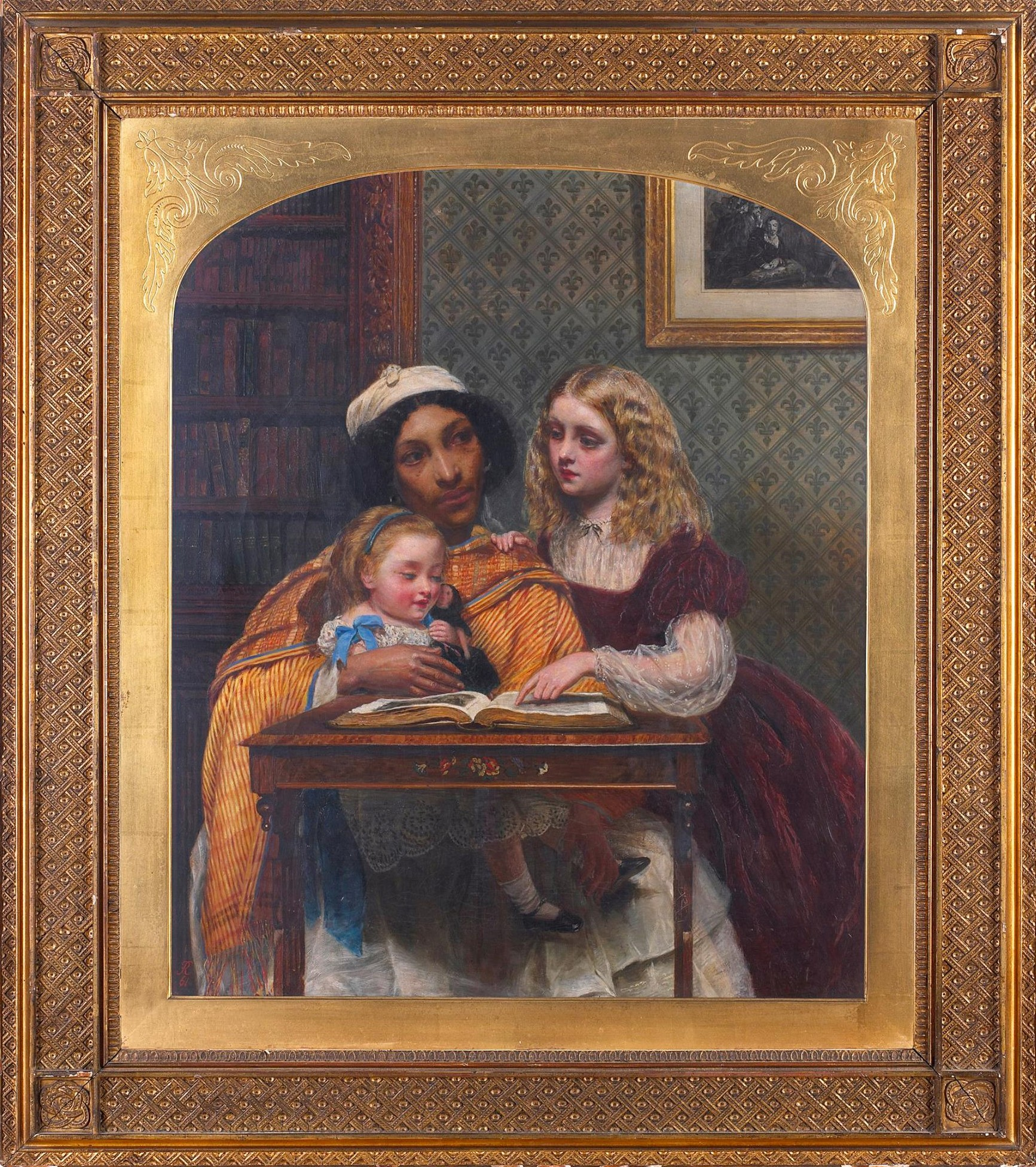
La jove mestra, 1861

Les obres d'art de Solomon es van exhibir a tot Anglaterra des de 1850 fins a 1885. Els llocs que van presentar el seu treball inclouen la Royal Academy of Arts, la British Institution, la Royal Society of British Artists, la Royal Institution, la Gambart's French Gallery, la Dudley Gallery i la Liverpool Society of Fine Arts. La seva pintura Peg Woffington's Visit to Triplet també es va exposar en l'Exposició Universal de 1867 a París.
En l'Exposició d'Estiu anual de la Real Acadèmia, Solomon va exhibir obra seva gairebé cada any entre 1852 i 1869. Les pintures exposades a la Real Acadèmia van ser The Governess (La governanta,1854, no. 425), The Story of Balaclava (La història de Balaclava, 1855, no. 1360), A Friend in Need (Un amic necessitat, 1856, no. 511), "'Tis better to be lowly born, etc." ("És millor ser humil, etc" 1857, no. 27), Behind the Curtain (1858, no. 1094), Love's Labor Lost (Darrere el teló, 1859, no. 548), Peg Woffington's Visit to Triplet (Visita de Peg Woffington a Triplet, 1860, no. 269), The Arrest of a Deserter (La detenció d’un desertor, 1861, n. ° 581; ara en el Museu d'Israel, Jerusalem), Fugitive Royalists (Reialistes fugitius, 1862, n. 432; també exposat a la Galeria Dudley, Londres el 1866-1867), Good night (Bona nit, 1863, n. 668), Henry Esmond's Welcome at Walcote (Beatrix dona la benvinguda a Henry Esmond a Walcote, 1864, no. 502), The Lion and the Mouse (El lleó i el ratolí, 1865, ens. 459 i 479), Heloise (1867, no. 150), Giovannina - Roma (1867, no. 484), i Helena i Hermia (1869, no. 785). A Bit of Old London va ser exhibida pòstumament, el 1903 (Una mica del vell Londres, n. 827).